# Sotsvart praktbagge
Sotsvart praktbagge (Melanophila acuminata) är en skalbaggsart som först beskrevs av Charles De Geer 1774.  Sotsvart praktbagge ingår i släktet Melanophila och familjen praktbaggar. Arten är reproducerande i Sverige. Inga underarter finns listade i Catalogue of Life.